# ジュコーフスキー・ガガーリン空軍士官学校
ジュコーフスキー・ガガーリン空軍士官学校（露: Военно-воздушная академия им. профессора Н.Е. Жуковского и Ю.А. Гагарина、英: Zhukovsky – Gagarin Air Force Academy）は、ロシア国防省が管轄するロシアの空軍士官学校。正式校名はユーリィ・ガガーリン（宇宙飛行士）とニコライ・ジュコーフスキー（空気力学や翼理論を研究した物理学者、クッタ・ジュコーフスキーの定理に名を残す）の名に由来する。
ガガーリン空軍士官学校とジューコフスキー空軍技術アカデミーが2008年に合併して誕生した。